# Economia feminista
A economia feminista é o estudo da economia em uma perspectiva de gênero. O entendimento de que na esfera econômica há um tratamento diferente de homens e mulheres derivado de seus papéis sociais historicamente construídos é uma novidade dessa abordagem, que busca ampliar o objeto de estudo da economia. Além disso, aborda a atuação das mulheres na esfera doméstica como também produzindo trabalho. Não é apenas o trabalho produtivo, destinado à transação mercantil e à troca no mercado, que deve ser investigado pela economia já que também existe o trabalho reprodutivo. Esses tópicos foram muitas vezes negligenciados como objeto de estudo do campo e como importantes para a construção das teorias econômicas, que poderiam ser refinadas ao incorporarem efeitos e interações de gênero, como os que existem entre setores assalariados e não assalariados da economia. Nesse sentido, torna-se crucial o desenvolvimento de novas formas de coleta e medição de dados, como o indicador medida de empoderamento de gênero (GEM), assim como teorias mais conscientes do viés de gênero, como a abordagem das capacidades.
Economistas feministas incluem pesquisadores acadêmicos, ativistas, teóricos políticas e profissionais de diversas áreas. Eles chamam a atenção para as construções sociais da economia tradicional, questionando até que ponto ela é positiva e objetiva, e mostrando como seus modelos e métodos são enviesados por uma atenção exclusiva aos tópicos associados ao masculino e um favorecimento unilateral do masculino em suas suposições e em seus métodos. Enquanto a economia tradicionalmente se concentrava nos mercados e nas ideias masculinas de autonomia, abstração e lógica, os economistas feministas pedem uma investigação mais completa da vida econômica, incluindo tópicos culturalmente vistos como femininos, como economia familiar, e o exame da importância das conexões, concretude, e emoção na explicação de fenômenos econômicos.
Muitos estudiosos, incluindo Ester Boserup, Marianne Ferber, Julie A. Nelson, Marilyn Waring, Nancy Folbre, Diane Elson, Barbara Bergmann e Ailsa McKay contribuíram para o desenvolvimento do campo da economia feminista. O livro de 1988 de Waring, If Women Counted, é frequentemente considerado o "documento fundador" da disciplina. Na década de 1990, a economia feminista havia se tornado suficientemente reconhecida como um subcampo estabelecido dentro da economia para gerar oportunidades de publicação de livros e artigos para seus praticantes.
"O leque de temas analisados pela economia feminista é amplo e abarca diferentes aspectos da participação das mulheres no mercado de trabalho, as problemáticas sobre as políticas econômicas e seus efeitos na vida das mulheres, a própria definição de trabalho e economia, a relação entre orçamentos públicos e a manutenção dos estereótipos e desigualdades de gênero, a elaboração de políticas públicas orientadas pela igualdade, novos enfoques e metodologias para a produção de estatísticas, entre outros."

## Produção x Reprodução
Questiona-se a divisão sexual do trabalho que atribui: aos homens a atividade produtiva, relativa à produção de mercadorias e bens de consumo - visível, pública, reconhecida, remunerada. Às mulheres a atividade reprodutiva, relativa ao cuidado com as pessoas - invisível, privada, não reconhecida, não remunerada.
Esta divisão sexual do trabalho não é algo natural, mas socialmente construída por longos tempos de patriarcalismo. Como se não bastasse, cria-se uma hierarquia na qual o trabalho produtivo é valorizado em detrimento do trabalho reprodutivo, ao qual não é atribuído valor econômico. Esta hierarquia corrobora para a manutenção da opressão ao gênero feminino.
Ao entrar no mercado de trabalho, por meio das lutas feministas, a mulher pode atualmente exercer o trabalho produtivo, mas não está desobrigada do trabalho reprodutivo, recebendo pouca ou nenhuma colaboração do homem. Desta forma, eles têm seu tempo livre para dedicar-se à economia formal, enquanto elas enfrentam a dupla jornada de trabalho. Isto torna as oportunidades das mulheres menores em relação às dos homens e faz com que haja mais pobreza entre o gênero feminino.
A economia feminista propõe que as atividades de reprodução (trabalho doméstico e familiar) sejam tratadas com a mesma importância das atividades de produção, pois são parte integrante da economia, sem as quais o mercado de trabalho não poderia funcionar.

## Desenvolvimento do campo
Como em outras disciplinas, a ênfase inicial dos economistas feministas voltou-se para a crítica da teoria, da metodologia e das abordagens políticas estabelecidas. A crítica começou na esfera microeconômica do trabalho doméstico e do mercado de trabalho e se espalhou para a macroeconomia e o comércio internacional, abrangendo, portanto, todas as áreas tradicionalmente analisadas pela economia. A economia feminista compartilha muitas de suas perspectivas com a economia ecológica e o campo mais aplicado da economia verde, incluindo o foco na sustentabilidade, natureza, justiça e valores baseados no cuidado.

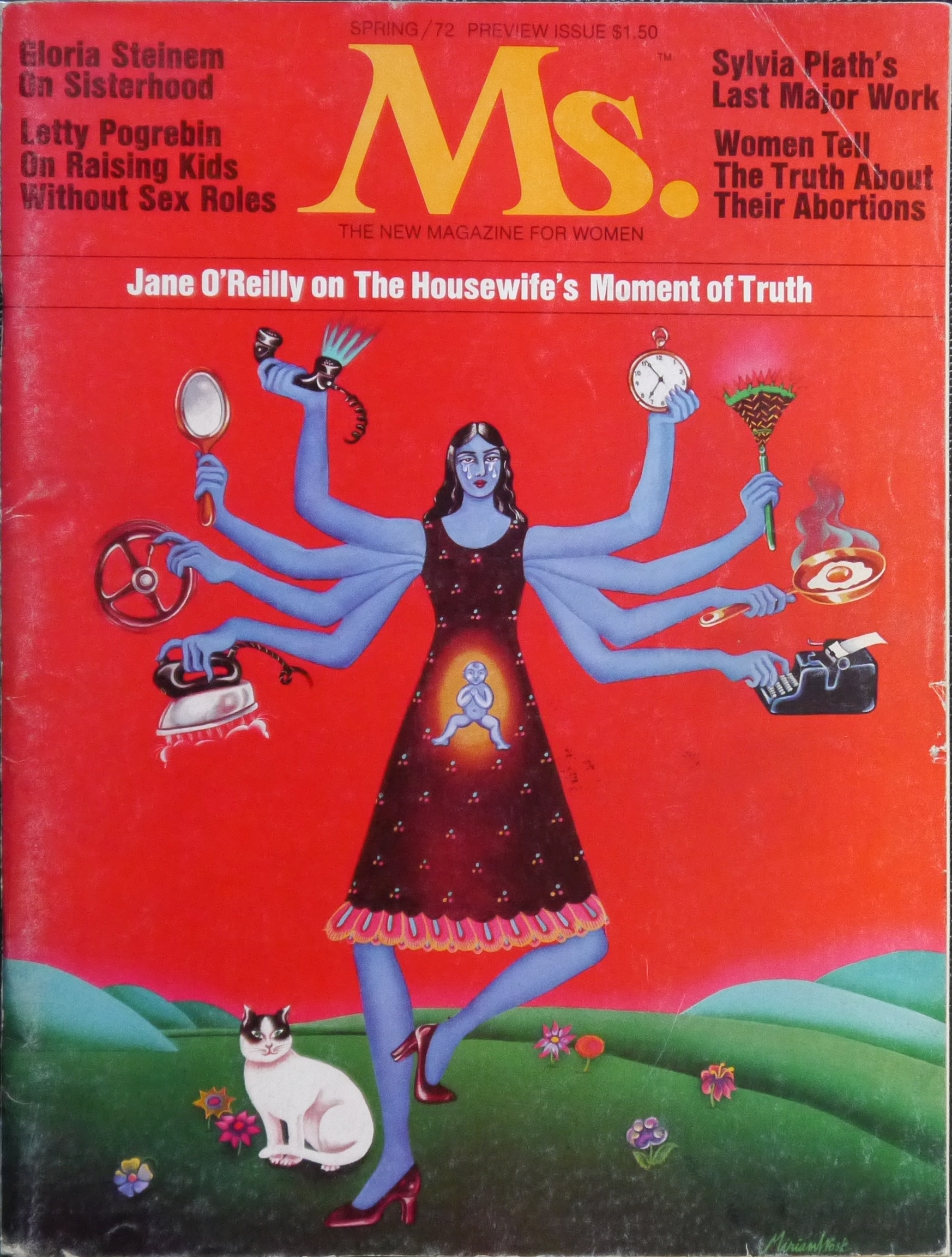
Na primeira edição de 1972 da revista Ms., Jane O'Reilly examinou a economia feminista em um artigo

Escrito em 1969 e posteriormente publicado no Houseworker's Handbook, Betsy Warrior's Housework: Slavery or a Labor of Love e The Source of Leisure Time apresenta o argumento de que a produção e reprodução do trabalho doméstico realizado por mulheres constitui a base de todas as transações econômicas e da sobrevivência. Contudo, esse tipo de trabalho não é remunerado e também não é incluído no PIB. De acordo com Warrior, na década de 1960, a economia "carece de qualquer base na realidade, pois deixa de fora o próprio fundamento da vida econômica. Essa base é construída sobre o trabalho das mulheres". Isso é visível, argumenta, no trabalho reprodutivo da vida em si, no qual a primeira mercadoria é o leite materno, que sustenta todo novo trabalhador. Além disso, "o trabalho das mulheres envolve a limpeza necessária dos ambientes, cozinhar para tornar as matérias-primas consumíveis, negociar para manter a estabilidade social e alimentar". São esses aspectos, fundamentalmente, que preparam e mantêm o trabalhador no mercado. Em suma, esses elementos requerem uma atenção "contínua das mulheres, permitindo que os trabalhadores ocupem todas as posições na força de trabalho. Sem esse trabalho e mercadoria fundamentais, não haveria atividade econômica nem teríamos sobrevivido para continuar a evoluir".
Warrior também observa que a renda não reconhecida dos homens de atividades ilegais como tráfico de armas, de drogas e de pessoas, corrupção política, emolumentos religiosos e várias outras atividades fornece um rico fluxo de receita para os homens, o que invalida ainda mais os números do PIB. Mesmo em economias clandestinas onde as mulheres predominam numericamente, como prostituição e servidão doméstica, apenas uma pequena fração da receita do cafetão chega às mulheres e crianças que ele emprega. Normalmente, a quantia gasta com elas é meramente para a manutenção de suas vidas e, no caso das prostitutas, algum dinheiro pode ser gasto em roupas e acessórios que as tornem mais vendáveis aos clientes do cafetão. Por exemplo, apenas nos EUA, de acordo com um relatório encomendado pelo governo feito pelo Urban Institute em 2014, "uma prostituta de rua em Dallas pode ganhar apenas US $ 5 por ato sexual. Mas cafetões podem arrecadar US $ 33.000 por semana em Atlanta, onde o negócio do sexo rende cerca de US $ 290 milhões por ano".
Em 1970, Ester Boserup publicou Woman's Role in Economic Development e forneceu o primeiro exame sistemático dos efeitos de gênero trazidos pela transformação agrícola, industrialização e outras mudanças estruturais. Essa evidência iluminou os resultados negativos que essas mudanças tiveram para as mulheres. Este trabalho, entre outros, lançou as bases para a ampla afirmação de que "mulheres e homens resistem à tempestade dos choques macroeconômicos, das políticas neoliberais e das forças da globalização de maneiras diferentes".
Em 1988, Marilyn Waring publicou If Women Counted: A New Feminist Economics, uma crítica inovadora e sistemática da contabilidade social, ao padrão internacional de medição do crescimento econômico e às formas pelas quais o trabalho feminino não remunerado assim como  valor da natureza foram excluídos do que foi considerado produtivo na economia.
Apoiado pela formação do Comitê sobre o Status das Mulheres na Economia (CSWEP), em 1972, surgiram, nas décadas de 1970 e 1980, críticas ancoradas na perspectiva de gênero da economia como vinha sendo praticada enquanto disciplina acadêmica. Foram também importantes o surgimento subsequente do Alternativas de Desenvolvimento para Mulheres na Nova Era (DAWN) e a fundação da Associação Internacional para a Economia Feminista em 1992, junto com seu jornal Feminist Economics em 1994.

### Brasil
Nos últimos anos, no Brasil, diversas instituições universitárias têm pesquisado e estudado sobre o tema e a ressonância das mulheres na formação da economia brasileira e seu papel conjuntural em sua atualidade.
A imprensa também vem dando cada vez mais espaço para entender este fenômeno social na economia brasileira.  Conforme demonstrado por pesquisas, a força feminina na economia brasileira vem crescendo e tornando-se extremamente necessária para a garantia do seu funcionamento.

## Críticas à economia tradicional
Para o movimento, faz-se necessário mudar o enfoque da economia. Olhar para a economia do ponto de vista puramente material, focado apenas no lucro, causa uma distorção do que seja o bem estar social. Este não pode ser medido apenas pelo PIB de um país, pelo acúmulo de riquezas, pelo aumento dos lucros ou pela circulação do dinheiro. Eles alertam que o PIB não mede adequadamente o trabalho não pago realizado predominantemente por mulheres, tal como trabalhos domésticos, cuidados com crianças e idosos. Visto que grande parte do trabalho feminino é declarado como invisível, argumentam que políticas pensadas para incrementar o PIB podem, em muitos casos, realmente piorar a situação de pobreza das mulheres, mesmo se a intenção era incrementar a prosperidade. Por exemplo, abrir uma reserva florestal estatal no Himalaia para a exploração por madeireiras pode incrementar o PIB da Índia, mas as mulheres que apanham lenha da floresta para cozinhar podem ter de encarar condições de vida substancialmente mais adversas.
Há que se considerar que as atividades domésticas e suas relações de cuidado e afeto são de fundamental importância para o bem estar da sociedade e desenvolvimento do ser humano, caracterizando-se assim como atividades de suma importância política e econômica, sem as quais não seria possível que a sociedade continuasse a existir com alguma qualidade de vida. Assim, "é necessário transcender das categorias que refletem a forma como os homens entram na economia capitalista, contribuindo e desenvolvendo ferramentas mais adequadas para compreender melhor as atividades que implicam cuidados e afetos, que são realizadas especialmente por mulheres e que normalmente têm sido caracterizada como “não trabalho".
Questiona-se a invisibilidade do trabalho das mulheres. O trabalho feminino, muitas vezes associado à atividades privadas, como as atividades domésticas, o cuidado de crianças, idosos, doentes e deficientes físicos não é contabilizado pelo mercado de trabalho formal, por não ser considerado uma atividade econômica. Desta forma, a energia e tempo que uma mulher dedica ao cuidado do lar e de outras pessoas são ignorados como se  esta forma de trabalho não tivesse nenhuma importância econômica ou social. O modelo de economia capitalista é desfavorável às mulheres, posto que foi construído nos moldes do pensamento patriarcal no qual as mulheres não deveriam participar no mercado formal como agente econômico, restringindo-as à esfera doméstica. Mesmo após a entrada das mulheres no mercado de trabalho, a ciência econômica continuou ignorando a importância do trabalho doméstico e dos cuidados do cotidiano - atribuídos às mulheres  - para a economia como um todo, Desta forma, "os custos com a produção do viver recaem sobre as mulheres, já que não são incorporados nem por quem emprega, nem pelo Estado e, tampouco, pelos homens no ambiente doméstico".
A economia feminista realizou uma grande variedade de críticas às abordagens consideradas padrão da economia. Por exemplo, a economista feminista Paula England formulou uma das primeiras críticas feministas à economia como vinha sendo tradicionalmente desenvolvida ao rever as afirmações de que comparações interpessoais de utilidade são impossíveis, que os gostos são exógenos e imutáveis, que os atores sociais são egoístas, e que os chefes de família agem de forma altruísta.

### Normatividade
Muitas feministas chamam atenção para julgamentos de valor na análise econômica. Essa ideia é contrária à concepção típica da economia como uma ciência positiva sustentada por muitos profissionais. Por exemplo, Geoff Schneider e Jean Shackelford sugerem que, como em outras ciências, "as questões que os economistas escolhem estudar, os tipos de perguntas que fazem e o tipo de análise realizada são produtos de um sistema de crenças que é influenciado por vários fatores, alguns deles de caráter ideológico". Da mesma forma, Diana Strassmann comenta que "todas as estatísticas econômicas são baseadas em uma história subjacente que forma a base da definição. Desse modo, as construções narrativas necessariamente fundamentam todas as definições de variáveis e estatísticas. Portanto, a pesquisa econômica não pode escapar de ser inerentemente qualitativa, independentemente de como é rotulada".

### Livre comércio
Um princípio central da economia é que o comércio pode melhorar a situação de todas as pessoas por meio de vantagens comparativas e ganhos de eficiência com a especialização. Muitos economistas feministas questionam essa afirmação. Diane Elson, Caren Grown e Nilufer Cagatay exploram o papel que as desigualdades de gênero desempenham no comércio internacional e como esse comércio remodela a própria desigualdade de gênero. Elas e outros economistas feministas questionam a quais interesses essas práticas comerciais específicas atendem. Por exemplo, pode-se argumentar que a especialização no plantio e comercialização de uma única cultura agrícola para exportação no contexto africano tornou alguns países extremamente vulneráveis a flutuações de preços, padrões climáticos e pragas.

E esse mesmo exemplo é importante para ver os efeitos específicos de gênero nas decisões comerciais. “Em países como o Quênia, os homens geralmente controlavam os ganhos das safras para fins comerciais". Porém, as mulheres acumulavam tarefas ao ter que participar como mão de obra nessas safras, enquanto ainda desempenhavam o seu papel tradicional de fornecer alimentos e roupas para o lar. Assim, é possível afirmar que "as mulheres sofreram significativamente com a transição da produção de alimentos de subsistência para a especialização e o comércio". Da mesma forma, como as mulheres muitas vezes não têm poder econômico como donas de negócios, é mais provável que sejam contratadas como mão de obra barata, muitas vezes em situações de exploração.

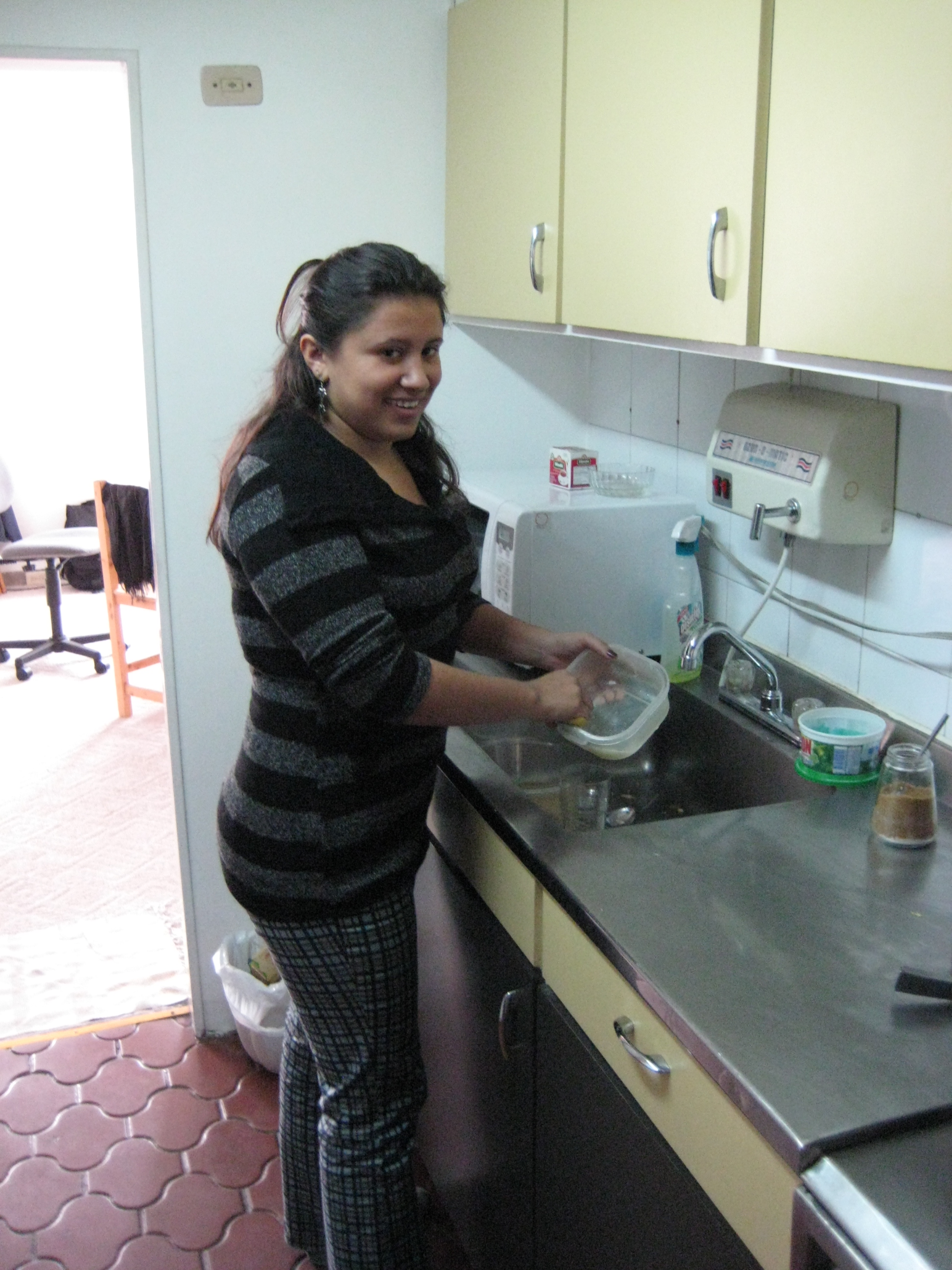
Uma empregada doméstica colombiana. Amigos da vizinhança e familiares que compartilham responsabilidades domésticas e do cuidado dos filhos são atividades não mercantiis realizadas fora do mercado de trabalho tradicional.

### Atividade não mercantil
A economia feminista chama a atenção para a importância de atividades não mercantis, como o cuidado das crianças e o trabalho doméstico, para o desenvolvimento econômico. Isso contrasta fortemente com a economia neoclássica, onde essas formas de trabalho são consideradas fenômenos "não econômicos". Incluir essas outras formas de trabalho como objetos de estudo da ciências econômicas ajuda a acabar com o preconceito de gênero, pois foram as mulheres que largamente  desempenham essas tarefas.
Para dar um exemplo, Nancy Folbre examina o papel das crianças como bens públicos e como o trabalho não mercantil dos pais contribui para o desenvolvimento do capital humano como um serviço público.
Marilyn Waring também descreveu como a exclusão de atividades não mercantis nos sistemas de contabilidade nacionais dependia da escolha deliberada e do desenho do padrão internacional de contas nacionais que excluía deliberadamente as atividades não mercantis. Alguns países, como a Noruega, que incluiu o trabalho doméstico não remunerado no PIB na primeira metade do século XX, tiveram que rever essa decisão e o trabalho doméstico voltou a não ser contabilizado em 1950 para adequar-se ao novo padrão internacional.
Ailsa McKay defende uma renda básica como "uma ferramenta para promover direitos de cidadania social neutra em termos de gênero", em parte para resolver essas preocupações que giram em torno da incorporação do trabalho reprodutivo como significativo do ponto de vista econômico.

### Relações de poder
A economia feminista frequentemente afirma que as relações de poder existem dentro da economia e, portanto, devem ser levadas em consideração para a construção dos modelos econômicos. Por exemplo, em "textos neoclássicos, a venda de trabalho"" é vista como uma troca  benéfica para ambas as partes. "Nenhuma menção é feita às desigualdades de poder na troca, que tendem a dar ao empregador poder sobre o empregado". Essas relações de poder costumam favorecer os homens e "nunca se faz qualquer menção às dificuldades específicas que as mulheres enfrentam no local de trabalho". Consequentemente, "compreender o poder e o patriarcado nos ajuda a analisar como as instituições econômicas dominadas pelos homens realmente funcionam e por que as mulheres muitas vezes estão em desvantagem" em seu local de trabalho.

### Gênero e raça
A economia feminista argumenta que gênero e raça devem ser considerados na análise econômica. Amartya Sen argumenta que "a posição sistematicamente inferior das mulheres dentro e fora da casa em muitas sociedades aponta para a necessidade de tratar o gênero como uma força própria na análise do desenvolvimento".
Os modelos econômicos muitas vezes podem ser refinados ao considerar explicitamente como variáveis importantes  gênero, raça, classe e casta. Julie Matthaie aponta que "não apenas as diferenças de gênero e de etnia-raça e a desigualdade precederam o capitalismo, mas foram inseridas nele de maneiras essenciais. Em outras palavras, todos os aspectos de nossa economia capitalista são baseados em gênero e racializados; uma teoria e prática que ignora isso é inerentemente falha". A economista feminista Eiman Zein-Elabdin afirma que as diferenças raciais e de gênero devem ser examinadas pela economia, uma vez que ambas têm sido tradicionalmente ignoradas e, portanto, são igualmente descritas como "diferenças feministas". A edição de julho de 2002 da revista Feminist Economics foi dedicada a questões de "gênero, cor, casta e classe".

### Homo economicus
No modelo econômico neoclássico, o homo economicus descreve de forma exemplar uma pessoa que "interage na sociedade sem ser influenciada pela sociedade", porque interage em um mercado ideal, no qual os preços são as únicas considerações necessárias. Nessa visão, as pessoas são consideradas atores racionais que se engajam em análises marginais para tomar muitas ou todas as suas decisões. Economistas feministas argumentam que as pessoas são mais complexas do que esses modelos e clamam por "uma visão mais holística de um ator econômico, que inclui interações de grupo e ações motivadas por outros fatores além da ganância".
Economistas feministas também apontam que nem todos podem ter agência, como crianças, doentes e idosos frágeis. As responsabilidades por seus cuidados podem comprometer a agência dos cuidadores também. Essa proposição é um afastamento radical do modelo do homo economicus.

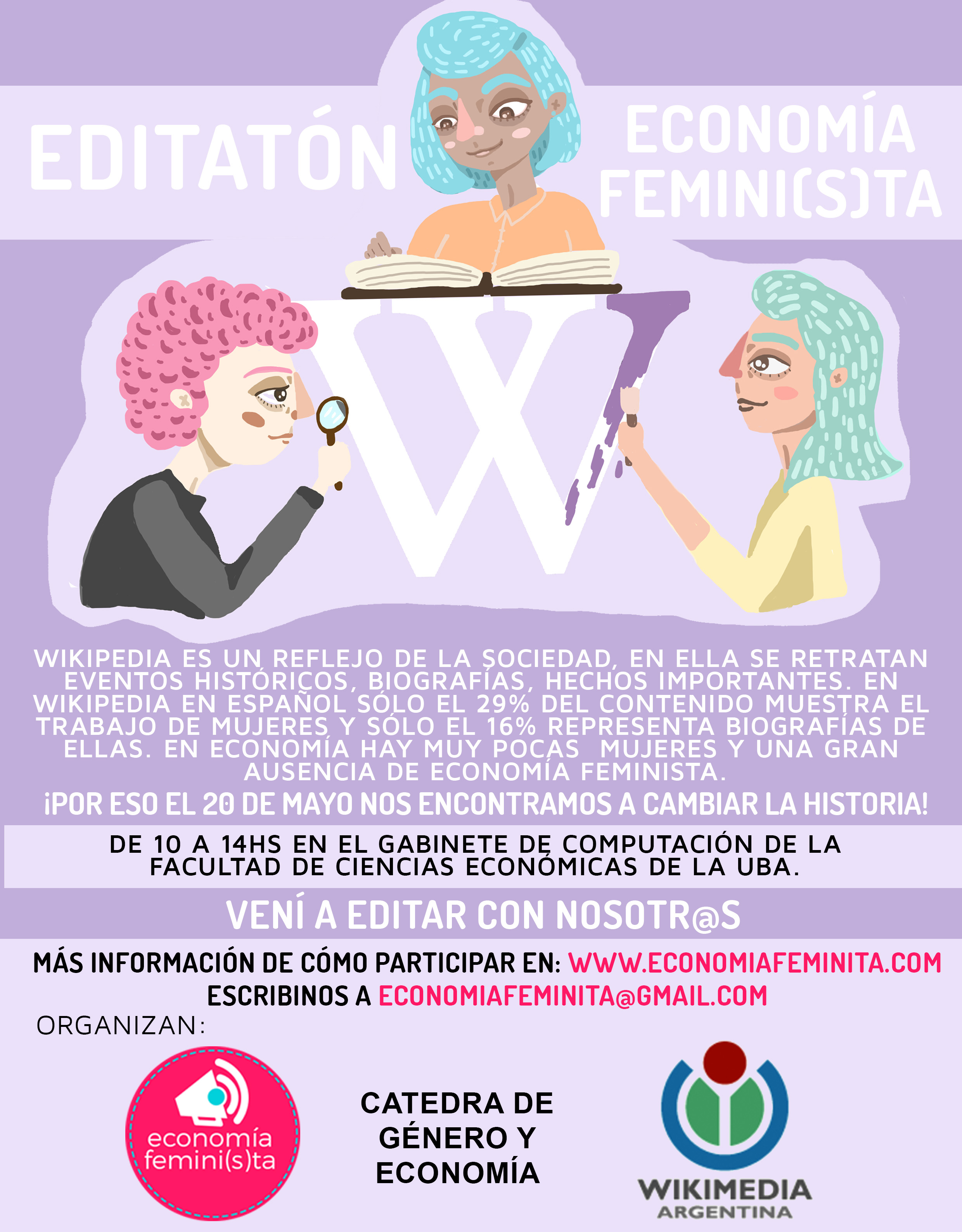
Maratona de edição na Wikipédia sobre economia feminista.

Além disso, as economistas feministas criticam o foco da economia neoclássica nas recompensas monetárias. Nancy Folbre observa que “as regras legais e as normas culturais podem afetar os resultados do mercado de forma nitidamente desvantajosa para as mulheres”. Isso inclui a segregação ocupacional que resulta em desigualdade salarial para as mulheres. A pesquisa feminista nessas áreas contradiz a descrição neoclássica do mercado de trabalho que afirma que os empregos são escolhidos livremente por indivíduos agindo sozinhos e por sua própria vontade.
A economia institucional é um meio pelo qual as economistas feministas aprimoram o modelo do homo economicus. Essa teoria examina o papel das instituições e dos processos sociais na formação do comportamento econômico, enfatizando "a complexidade dos motivos humanos e a importância da cultura e das relações de poder". Isso fornece uma visão mais holística do ator econômico do que a trazida pelo homo economicus.
O trabalho de George Akerlof e Janet Yellen sobre a teoria do salário eficiência com base em noções de justiça fornece um exemplo de um modelo feminista de atores econômicos. Em seus estudos, os agentes não são hiper-racionais ou isolados, mas agem em harmonia e com justiça, são capazes de sentir ciúme e estão interessados em relacionamentos pessoais. Este trabalho é baseado na sociologia e psicologia empíricas e sugere que os salários podem ser influenciados por considerações de justiça, em vez de puramente por forças de mercado.

### Metodologia
A economia é frequentemente considerada como "o estudo de como a sociedade administra seus escassos recursos" e como isso pode ser é investigado matematicamente. Tradicionalmente, os economistas costumam dizer que tal abordagem garante objetividade e separa a economia de campos "mais suaves", como a sociologia e a ciência política . Economistas feministas argumentam, ao contrário, que uma concepção matemática da economia limitada a recursos escassos é um resquício dos primeiros anos da ciência e da filosofia cartesiana, e prejudica a análise econômica. Assim, os economistas feministas costumam exigir uma coleta de dados mais diversificada e modelos econômicos mais amplos.

### Pedagogia econômica
Economistas feministas sugerem que tanto o conteúdo quanto o estilo de ensino dos cursos de economia se beneficiariam com certas mudanças. Alguns pesquisadores recomendam a inclusão do aprendizado experimental, sessões de laboratório, pesquisa individual e mais chances de "fazer economia". Outros sugerem mais diálogo entre instrutores e alunos. Muitos economistas feministas estão  interessados em como o conteúdo do curso influencia a composição demográfica dos futuros economistas, sugerindo que o "clima da sala de aula" afeta as percepções de alguns alunos sobre suas próprias habilidades.

### A crise financeira dos anos 2000
Margunn Bjørnholt e Ailsa McKay argumentam que a crise financeira de 2007-2008 e a resposta a ela revelaram uma crise de ideias na economia dominante e dentro da profissão econômica. Eles advogam uma reformulação da economia, da teoria econômica e da profissão econômica. Argumentam que tal reformulação deve incluir novos avanços dentro da economia feminista que tomam como ponto de partida um sujeito socialmente responsável, sensível e criterioso envolvido na criação de uma economia e de teorias econômicas que reconheçam plenamente o cuidado uns com os outros, bem como com o planeta.

## Principais áreas de investigação

### Epistemologia econômica
As críticas feministas à economia incluem que "a economia, como qualquer ciência, é um constructo social". Economistas feministas mostram que os construtos sociais atuam para privilegiar interpretações da economia identificadas por homens, ocidentais e heterossexuais. Geralmente os estudos em economia feminista incorporam a teoria feminista para mostrar como a investigação econômica tradicional sinaliza expectativas em relação aos participantes apropriados, com exclusão de estranhos. Tais críticas estendem-se às teorias, metodologias e áreas de pesquisa da economia, a fim de mostrar que os relatos da vida econômica são profundamente influenciados por histórias enviesadas, estruturas sociais, normas, práticas culturais, interações interpessoais e políticas.
Economistas feministas costumam apontar que o preconceito masculino na economia é principalmente de gênero e não de sexo.  Em outras palavras, quando economistas feministas destacam os preconceitos nos estudos econômicos, eles se concentram nas crenças sociais sobre o que seria a masculinidade - que envolve termos como objetividade, consistência lógica, realização individual, matemática, abstração e falta de emoção.

### História econômica
Economistas feministas afirmam que a economia ortodoxa foi desenvolvida principalmente por descendentes de europeus, heterossexuais e homens de classe média ou média alta. Isso levou à supressão das experiências de vida de toda a diversidade da população mundial, especialmente das mulheres, das crianças e daqueles situados em famílias fora dos modelos tradicionais.
Além disso, economistas feministas afirmam que as bases históricas da economia são inerentemente excludentes para as mulheres. Michèle Pujol apontou cinco pressupostos históricos sobre as mulheres que surgiram, foram incorporados aos estudos econômicos e continuam a ser usados para sustentar que as mulheres são diferentes das normas masculinizadas e as excluem. São elas: todas as mulheres irão se casadar e ter filhos, todas as mulheres dependem economicamente de um parente do sexo masculino, todas as mulheres são (e deveriam ser) donas de casa devido à sua capacidade reprodutiva biológica, todas as mulheres são improdutivas enquanto força de trabalho industrial, e todas as mulheres são irracionais, agentes econômicos inadequados e não tomam as decisões econômicas corretas.
Economistas feministas também examinam a interação ou falta de interação dos primeiros pensadores econômicos com questões de gênero e das mulheres, mostrando exemplos da participação das mulheres no pensamento econômico. Por exemplo, Edith Kuiper discute o envolvimento de Adam Smith com o discurso feminista na França e na Inglaterra do século XVIII. Em suas análises, ela descobriu que Smith normalmente apoiava o status quo nas questões que envolviam as mulheres e "perdia de vista a divisão do trabalho na família e a contribuição do trabalho econômico das mulheres". Em contrapartida, ela ressalta a importância dos escritos de Mary Collier, como o The Woman's Labor (1739), para compreender as experiências contemporâneas de Smith sobre as mulheres e preencher essas lacunas.

### Teorias macroeconômicas
No centro da economia feminista está um esforço para alterar a modelagem teórica da economia, assim como reduzir o preconceito e a desigualdade de gênero. No Reino Unido, por exemplo, os fatores mais significativos associados às disparidades salariais entre homens e mulheres são o trabalho em meio período, a educação, o tamanho da empresa em que a pessoa está empregada e a segregação ocupacional (as mulheres estão sub-representadas nos cargos de gestão e nas ocupações profissionais bem remuneradas).

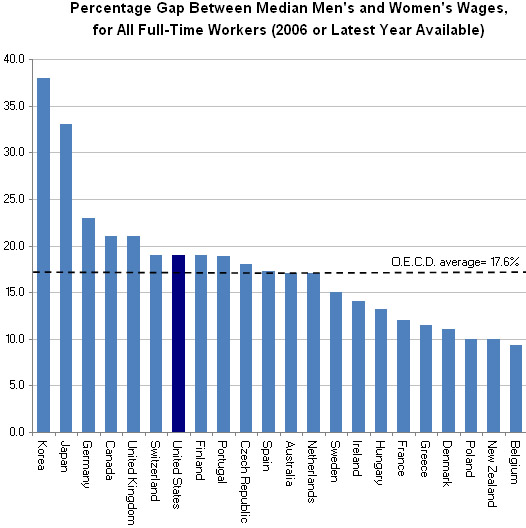
Diferença em percentual entre os salários médios de homens e mulheres que trabalham em tempo integral por país da OCDE, 2006.

A desagregação de gênero é um método de análise econômica que busca superar o preconceito de gênero, mostrando como homens e mulheres diferem em seu comportamento de consumo, de investimento ou de poupança. As estratégias de desagregação de gênero justificam a separação das variáveis macroeconômicas por gênero. Korkut Ertürk e Nilüfer Çağatay mostram como a feminização do trabalho estimula o investimento, enquanto que o aumento da participação de mulheres no trabalho doméstico melhora a economia. Este modelo destaca como o gênero afeta as variáveis macroeconômicas e mostra que as economias nacionais têm maior probabilidade de se recuperarem de crises se as mulheres participarem mais da força de trabalho, em vez de dedicarem seu tempo ao trabalho doméstico.
Uma abordagem que leve em consideração as variáveis macroeconômicas de gênero busca demonstrar os efeitos das desigualdades de gênero enquanto contribui para o aprimoramento dos modelos macroeconômicos. Bernard Walters mostra que os modelos neoclássicos tradicionais falham em avaliar adequadamente o trabalho relacionado à reprodução ao assumir que a população e o trabalho são determinados de forma exogêna. Isso não leva em conta o fato de que os insumos são produzidos por meio de mão de obra cuidadora, que é realizada majoritariamente por mulheres. Stephen Knowels et al. usam um modelo de crescimento neoclássico para mostrar que a educação das mulheres tem um efeito estatisticamente significativo sobre para o aumento da produtividade do trabalho. Esse impacto é mais robusto do que o visto na educação dos homens.
A abordagem do sistema de dois setores modela a economia como dois sistemas separados: um envolvendo as variáveis macroeconômicas padrão, enquanto o outro inclui variáveis específicas de gênero. William Darity desenvolveu uma abordagem de dois setores para economias agrícolas de baixa renda. Darity mostra que a agricultura de subsistência dependia do trabalho das mulheres, enquanto a produção da renda dependia do trabalho de homens e mulheres nas atividades de cultivo comercial. Este modelo mostra que quando os homens controlam a produção e a renda, eles procuram maximizar a renda persuadindo as mulheres a colocarem um esforço adicional na produção de safras comerciais, fazendo com que os aumentos nas safras comerciais ocorram em detrimento da produção de subsistência.

### Bem-estar
Muitos economistas feministas argumentam que as análises econômicas são demasiadamente focadas em mecanismos econômicos (como a renda) ou em teorias (como o utilitarismo) enquanto que deveriam dar mais destaque ao bem-estar, um conceito multidimensional que inclui renda, saúde, educação, empoderamento e status social. Eles argumentam que o sucesso econômico não pode ser medido apenas por bens ou produto interno bruto, pois deve incorporar a variável do bem-estar das pessoas. A renda agregada não é suficiente para avaliar o bem-estar geral, porque os direitos e as necessidades individuais também devem ser considerados. Essa perspectiva analítica resulta em uma ampliação das  variáveis dos estudos econômicos, em que os economistas feministas estudam a saúde, a longevidade, o acesso à propriedade, a educação e os fatores relacionados.
Bina Agarwal e Pradeep Panda afirmam que o status social de uma mulher de possuidora de propriedade, como possuir uma casa ou um terreno, reduz direta e significativamente suas chances de sofrer violência doméstica, enquanto ter um emprego faz pouca diferença. Eles argumentam que tais bens imóveis aumentam a autoestima e a segurança econômica das mulheres, aumentando suas opções de decisão e poder de barganha. Eles mostram que a posse de propriedade é um elemento fundamental para o bem-estar econômico das mulheres, pois reduz sua suscetibilidade à violência.
Para medir o bem-estar de forma mais geral, Amartya Sen, Sakiko Fukuda-Parr e outros economistas feministas ajudaram a desenvolver alternativas de análise ao Produto Interno Bruto, como o Índice de Desenvolvimento Humano. Outro fundamento epistemológico muito utilizado pelos economistas feministas é a teoria do valor-trabalho, que foi robustamente desenvolvida em O Capital por Karl Marx . Esse modelo considera a produção um projeto humano socialmente construído e redefine o salário como meio de ganhar a vida. Isso reorienta os modelos econômicos para os desejos e as necessidades humanas inatas, em oposição aos incentivos monetários.
Os economistas feministas Amartya Sen e Martha Nussbaum criaram a abordagem das capacidades humanas como uma forma alternativa de avaliar o sucesso econômico enraizado nas ideias da economia do bem-estar e com foco no potencial do indivíduo para fazer e ser o que ele escolheu valorar. Ao contrário dos padrões de medidas econômicos tradicionais de sucesso, como o foco no PIB, a utilidade, a renda, ativos ou outras medidas monetárias, a abordagem das capacidades concentra-se no que os indivíduos são capazes de fazer. Essa abordagem enfatiza os processos, bem como os resultados, e chama a atenção para as dinâmicas culturais, sociais e materiais do bem-estar. Martha Nussbaum expandiu o modelo com uma lista mais completa de capacidades centrais, incluindo vida, saúde, integridade corporal, pensamento e muito mais.
A economia feminista propõe uma abordagem diferente dos conceitos de "família" e de "casa". Na economia clássica, essas unidades são tipicamente descritas como amigáveis e homogêneas. Gary Becker e os novos economistas domésticos introduziram o estudo da "família" na economia tradicional, que geralmente assume que a família é uma unidade única e altruística onde o dinheiro é distribuído igualmente, ou por outras abordagens que enxergavam haver uma distribuição adequada de mercadorias e provisões dentro da família, como resultado da perspectiva de que as famílias são iguais aos indivíduos. Esses modelos, de acordo com economistas feministas, "endossavam as expectativas tradicionais sobre os sexos" e aplicavam modelos de escolha racional individualista para explicar o comportamento doméstico.

### Economia do cuidado
Economistas feministas juntam-se à Organização das Nações Unidas (ONU) e a outras instituições no reconhecimento dos serviços de cuidado, como um tipo de trabalho. Ele inclui todas as tarefas que envolvem o cuidado e é central para o desenvolvimento econômico e o bem-estar humano. Economistas feministas estudam trabalho remunerado e não remunerado. Eles argumentam que a análise tradicional da economia muitas vezes ignora o valor do trabalho doméstico não remunerado. Contudo, ele é tão valioso quanto o trabalho remunerado, portanto, as medidas de sucesso econômico devem incluir o trabalho não remunerado. Eles mostraram que as mulheres realizam muito mais o trabalho de cuidado do que os homens.
Nessa perspectiva, Sabine O'Hara argumentou que o cuidado é a base de todas as atividades econômicas e da economia de mercado, concluindo que "tudo precisa de cuidado", não apenas as pessoas, mas os animais e as coisas. Ela destaca a natureza sustentável dos serviços de cuidado oferecidos fora da economia formal.
Também nesse sentido, Riane Eisler afirmou que o sistema econômico deve para dar visibilidade ao trabalho essencial de cuidar das pessoas e do planeta. A medição do PIB inclui apenas o trabalho produtivo e deixa de fora as atividades que são o pilar de sustentação da economia familiar, da economia verde e da economia comunitária solidária. Esses setores são onde a maior parte do trabalho de cuidado é feito. Ao alterar os indicadores econômicos existentes para englobarem a medição da riqueza social, os economistas estariam englobando as contribuições econômicas dos três setores acima mencionados e obtendo um reflexo mais preciso da realidade econômica. Segundo Eisler, os indicadores da riqueza social mostrariam o enorme retorno sobre o investimento trazido pelo cuidado das pessoas e do planeta. Estudos psicológicos mostraram que quando as pessoas se sentem bem, e elas se sentem bem quando se sentem cuidadas, elas são mais produtivas e mais criativas. Como resultado, a economia do cuidado tem externalidades positivas, como o aumento da qualidade do capital humano.

Bebê com microcefalia em sessão de fisioterapia.

Economistas feministas também destacaram questões de poder e desigualdade dentro de famílias e lares. Por exemplo, Randy Albelda mostra que a responsabilidade pelo trabalho de cuidar influencia na falta de tempo para o lazer das mães solteiras nos Estados Unidos. Da mesma forma, Sarah Gammage examina os efeitos do trabalho de cuidado não remunerado realizado por mulheres na Guatemala.
Embora muitos serviços de cuidado sejam realizados em casa de forma não remunerada, eles também podem acontecer fora do ambiente doméstico e ser remunerado. Como tal, a economia feminista examina suas implicações, incluindo o envolvimento crescente das mulheres nas atividades de cuidado remuneradas, seu potencial de exploração e os efeitos nas vidas das profissionais do cuidado.

### Trabalho não remunerado
Existem diversos tipos de trabalho não remunerado. O trabalho doméstico envolve a manutenção da casa e geralmente abarca atividades facilmente identificáveis como, por exemplo, lavar a roupa. Já o trabalho de cuidado está centrado no cuidar "de um parente ou amigo que precisa de apoio por causa da idade, deficiência física, deficiência intelectual ou doença, incluindo doença mental". Criar os filhos também é uma atividade ligada ao trabalho de cuidado. Ele envolve "interação pessoal ou emocional próxima", o que faz com que o "autocuidado", o tempo de lazer pessoal e a realização de atividades para si, esteja incluído nele. O trabalho de subsistência é o trabalho realizado para atender às necessidades básicas, como a coleta de água, mas não tem valor de mercado atribuído a ele. Embora alguns desses esforços sejam considerados como atividades produtivas de acordo com o Sistema de Contas Nacionais (SCN), eles não são normalmente levados em consideração nas pesquisas econômicas. Tem-se também o trabalho não remunerado no qual membros da família que não são pagos pelos serviços prestados contribuem diretamente para o exercício do trabalho remunerado de outro membro da família.

#### Sistema de Contas Nacionais
Cada país mede sua produção econômica de acordo com o Sistema de Contas Nacionais (SCN), realizado pela Organização das Nações Unidas (ONU) e implementado por organizações como a Comissão Europeia, o Fundo Monetário Internacional (FMI), a Organização para a Cooperação e Desenvolvimento Econômico (OCDE) e o Banco Mundial. O SCN reconhece que o trabalho não remunerado é uma área de interesse econômico, mas não o inclui os serviços domésticos em sua estrutura.
Tem havido um interesse crescente no tema do trabalho não remunerado, como atesta o seu reconhecimento nos relatórios da SCN e o compromisso da ONU com sua mensuração e valorização, com ênfase no trabalho de cuidado realizado pelas mulheres. Essa meta foi reafirmada na Quarta Conferência Mundial das Nações Unidas sobre a Mulher, em 1995, em Pequim. Contudo, mesmo as medidas contábeis destinadas a reconhecer as desigualdades de gênero podem não dar a devida atenção ao trabalho não remunerado, tais como o Índice de Desenvolvimento Relacionado ao Gênro (GDI) e a Medida de Empoderamento de Gênero (GEM).

#### Medição
O método mais usado para medir o trabalho não remunerado é a coleta de informações sobre o uso do tempo, que "foi implementado por, pelo menos, 20 países em desenvolvimento" em 2006. As técnicas para coletar esses dados incluem pesquisas, entrevistas, diários e observação do participante. Os defensores dessa metodologia acreditam que ela "gera informações mais detalhadas e tende a capturar uma variação maior do que as questões predeterminadas". No entanto, outros argumentam que a observação do participante, "onde o pesquisador passa longos períodos no ambiente familiar, ajudando e observando o processo de trabalho", gera informações mais precisas porque o pesquisador pode determinar se aquele participante está ou não relatando com precisão as atividades que realiza.

#### Precisão
O primeiro problema de medir o trabalho não remunerado é a coleta de informações precisas, que já é difícil na pesquisa de forma geral, mas que ganha amplitude na avaliação do trabalho não remunerado. "Pesquisas de uso do tempo podem revelar relativamente pouco tempo dedicado a atividades de cuidado direto não remunerado", porém isso pode estar relacionado a grande demanda do trabalho de subsistência. Além disso, pode-se não levar em conta a multitarefa — por exemplo, uma mãe pode pegar lenha junto com uma criança, o que significa que a criança está sob seus cuidados enquanto ela realiza outro trabalho. Normalmente, esses cuidados indiretos devem ser incluídos, como em muitos estudos de uso do tempo. Mas nem sempre é o que acontece e, como resultado, alguns estudos podem subestimar a quantidade de tempo gasta em certos tipos de trabalho não remunerado. A observação do participante do estudo pelo pesquisador foi criticada por ser "tão demorada que só pode se concentrar em um pequeno número de famílias" e, portanto, limitada na quantidade de informações coletadas.

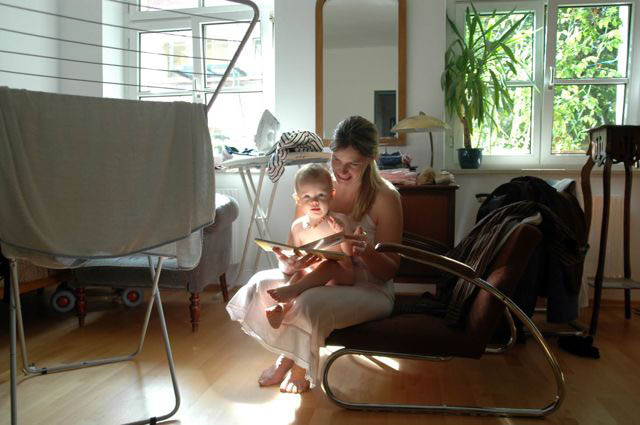
Uma mãe cuidando de seu filho, enquanto está rodeada por tarefas domésticas, como passar e estender a roupa.

Toda coleta de dados envolve dificuldades relacionadas à potencial imprecisão dos relatórios dos sujeitos da pesquisa. Por exemplo, de forma geral as pessoas não prestam muita atenção na quantidade de horas dedicadas ao trabalho doméstico e, por isso, podem subestimar o tempo gasto nelas. Medir o tempo também pode ser problemático porque delimitar o número de horas gasto por trabalhadores que desenvolvem suas atividades de forma mais lenta que os demais pode levar a conclusões equivocadas sobre a sua carga de trabalho. O uso do tempo para medir as horas dedicadas aos cuidados com as crianças é criticado, pois facilmente obscurece "as diferenças de gênero na carga de trabalho. Homens e mulheres podem passar o mesmo tempo sendo responsáveis pelos filhos, mas, como mostram os estudos de observação do participante, muitos homens são mais propensos a 'tomar conta' dos filhos enquanto fazem algo para si mesmos, como assistir TV. Os padrões de cuidado dos homens podem se limitar a garantir que os filhos não sejam machucados. Fraldas sujas podem ser ignoradas ou deixadas deliberadamente até que a mãe volte". Um aspecto paradoxal desse problema é que os mais sobrecarregados normalmente não conseguem participar das pesquisas de medição do tempo, pois “geralmente são as mulheres com maior carga de trabalho que optam por não participar desses estudos”. De forma geral, a medição do tempo faz com que "alguns dos aspectos mais exigentes do trabalho não remunerado [sejam inexplorados] e a premissa de que o tempo é uma ferramenta apropriada para medir o trabalho não remunerado das mulheres permanece incontestável". Muitas pesquisas também foram criticadas por falta de "profundidade e complexidade", uma vez que as perguntas não foram adaptadas para as circunstâncias particulares em investigação.

#### Comparação
Um segundo problema é a dificuldade de estabelecer comparações entre diferentes países por "causa de diferenças na classificação e nomenclatura das atividades." Realizar um estudo aprofundado pode ser a única maneira de obter as informações necessárias desejadas, mas isso dificulta a realização de comparações interculturais. A falta de terminologia universal adequada na discussão do trabalho não remunerado causa grande obstáculo aos estudos comparativos, pois "os vocabulários existentes não transmitem facilmente as novas apreciações. As pessoas ainda tendem a falar sobre trabalho e casa como se fossem esferas separadas. Geralmente, presume-se que as 'mães trabalhadoras' fazem parte da força de trabalho remunerada, apesar das afirmações feministas de que 'toda mãe é mãe trabalhadora'. Não existem termos prontamente aceitos para expressar diferentes atividades de trabalho ou cargos", além do que "nenhum deles transmite o sentido de uma mulher que concilia trabalho doméstico e emprego remunerado".

#### Complexidade
Um terceiro problema é a complexidade do trabalho doméstico e a separação das categorias de trabalho não remunerado das de remunerado. Os estudos de uso do tempo começaram a levam em consideração as questões de multitarefa, separando as atividades primárias das secundárias. No entanto, nem todos os estudos fazem isso, e mesmo aqueles que o fazem podem não levar em conta "o fato de que muitas vezes várias tarefas são feitas simultaneamente, que as tarefas se sobrepõem e que os limites entre trabalho e relacionamento pessoal muitas vezes não são claros. Como uma mulher determina sua atividade principal quando ela está preparando o jantar enquanto guarda a roupa, fazendo café para seu marido, tomando café e conversando com ele e cuidando dos filhos?". Algumas atividades podem nem mesmo ser consideradas trabalho, como brincar com uma criança (isso foi categorizado como trabalho de cuidado do desenvolvimento) e, portanto, podem não ser incluídas nas respostas de um estudo. Como mencionado acima, a supervisão infantil (trabalho de cuidado indireto) pode não ser interpretada como uma atividade, o que "sugere que pesquisas baseadas em atividades devem ser complementadas por questões mais estilizadas sobre responsabilidades de cuidado", caso contrário, tais atividades podem ser subestimadas. No passado, os estudos de uso do tempo tendiam a medir apenas as atividades primárias e "os entrevistados que faziam duas ou mais coisas ao mesmo tempo eram solicitados a indicar qual era a mais importante". Isso tem mudado nos últimos anos.

#### Valorimetria
Economistas feministas apontam três métodos principais para determinar o valor do trabalho não remunerado: o do custo de oportunidade, o do custo de reposição e o do custo de insumo-produto. Esses métodos tentam avaliar as atividades domésticas determinando valores monetários e os compara com os equivalentes de mercado. O método do custo de oportunidade "usa o salário que uma pessoa ganharia no mercado" para estimar quanto vale o seu tempo de trabalho.
O método do custo de reposição mede a quantidade de dinheiro que um terceiro ganharia fazendo o mesmo trabalho se fizesse parte do mercado de trabalho. Em outras palavras, a valorimetria de uma pessoa limpando a casa em uma hora é a mesma que a hora de trabalho de uma empregada doméstica. Dentro desse método, há duas abordagens. A primeira é um método de custo de reposição generalista, que examina se "seria possível, por exemplo, receber o salário de uma empregada doméstica de serviços gerais, que poderia realizar uma variedade de tarefas, incluindo cuidar de crianças". A segunda abordagem é o método de custo de reposição especializado, que visa "distinguir entre as diferentes tarefas domésticas e escolher as substituições de acordo" com elas.
Por fim, o método do custo de insumo-produto considera os custos dos insumos e inclui qualquer valor agregado da tarefa para a família. "Por exemplo, o valor do tempo dedicado ao preparo de uma refeição pode ser determinado perguntando quanto custaria comprar uma refeição semelhante (a produção) no mercado e, em seguida, subtrair o custo dos bens de capital, utilidades domésticas e matérias-primas dedicadas àquela refeição. Este restante representa o valor dos outros fatores de produção, principalmente o trabalho".

#### Custo de oportunidade e valor de reposição
O método do custo de oportunidade “depende da perda de rendimentos do trabalhador de modo que um banheiro limpo por um advogado tem um valor muito maior do que um limpo por um zelador”, o que significa que o valor varia drasticamente. Existem também problemas com a uniformidade desse método não apenas para vários indivíduos, mas também para uma única pessoa: ele "pode não ser uniforme durante todo o dia ou dias da semana". Há também a questão de que se qualquer usufruto da atividade deve ser deduzida da estimativa de custo de oportunidade.
O método do valor de reposição também tem seus críticos. Que tipos de empregos devem ser usados como substitutos? Por exemplo, as atividades de cuidado infantil "devem ser calculadas usando os salários de funcionários de creches ou psiquiatras infantis?" Isso se relaciona com o problema dos baixos salários em indústrias que tipicamente empregam mulheres e se o uso de tais empregos como um equivalente leva à subavaliação do trabalho não remunerado. Alguns pesquisadores argumentaram que os níveis de educação deveriam servir de parâmetro para comparação. Por exemplo, "o valor do tempo que um pai com educação universitária gasta lendo em voz alta para uma criança deve ser apurado perguntando quanto custaria contratar um trabalhador com ensino superior para fazer o mesmo, não pelo salário de uma dona de casa comum".

#### Modelo input-output
As críticas ao modelo input-output incluem a dificuldade de identificar e medir os outputs das famílias e as questões de variação e seus efeitos.

#### Resultados e efeitos econômicos

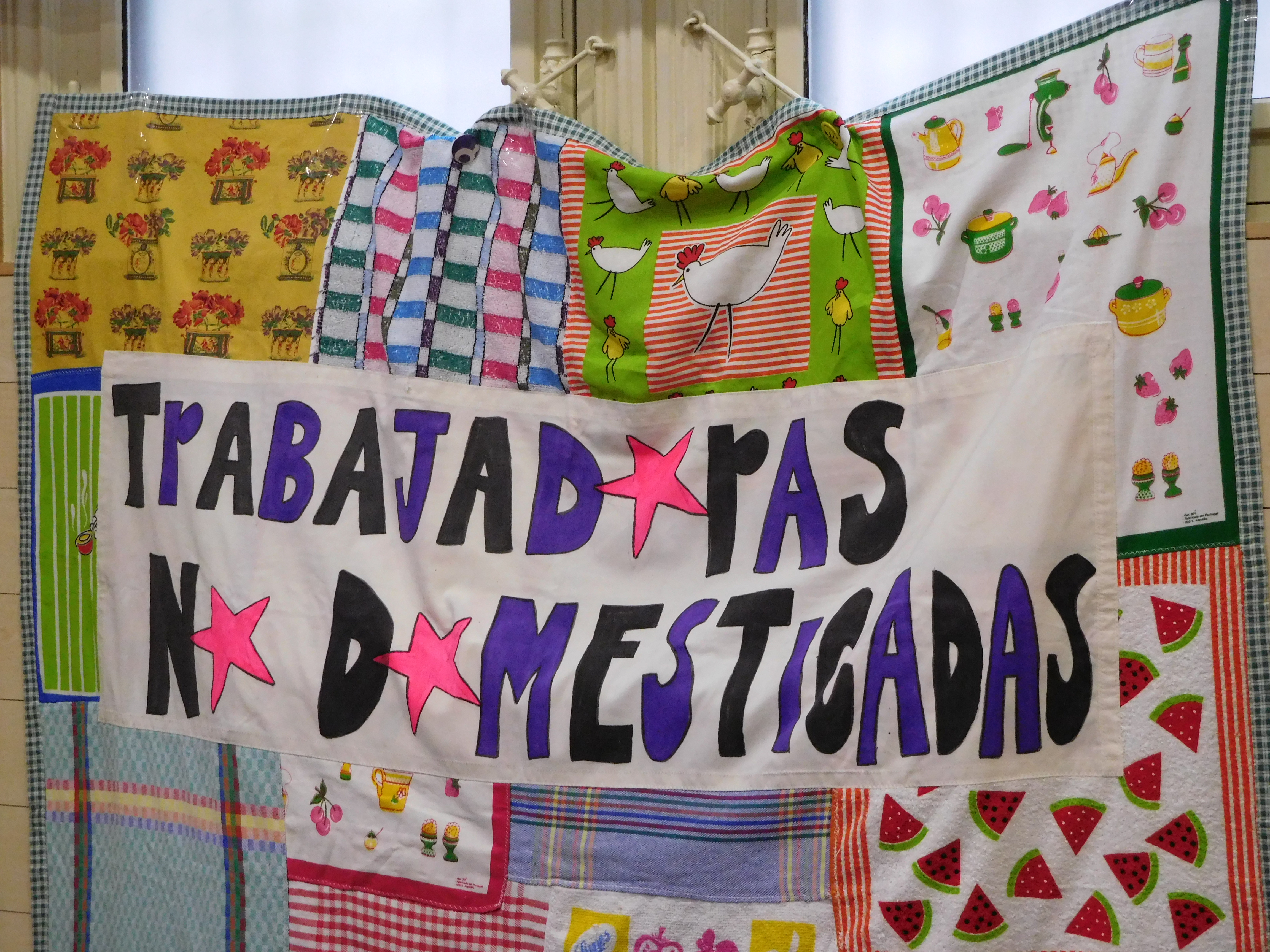
O coletivo Trabajadoras No Domesticadas surgiu como resultado das discussões de economia feminista, assim como a Fundação Mundubat

Em 2011, um amplo estudo foi realizado para determinar a quantidade de trabalho doméstico não remunerado realizado por residentes de diferentes países. Este estudo, que incorporou os resultados de pesquisas de uso do tempo de 26 países da OCDE, descobriu que, em cada país, a média de horas gastas por dia em trabalho doméstico não remunerado variava entre cerca de 2 a 4 horas por dia. Como o trabalho doméstico é amplamente visto como "trabalho de mulher", acaba que a maior parte dele é realizado por mulheres, mesmo aquelas que também participam da força de trabalho. Um outro estudo apontou que, ao somar o tempo gasto em trabalho doméstico não remunerado e o tempo gasto em trabalho remunerado, as mães casadas acumulavam 84 horas de trabalho por semana, em comparação com 79 horas por semana para mães solteiras e 72 horas por semana para todos os pais, casados ou não.
Os esforços para calcular o valor econômico do trabalho não remunerado, que não está incluído em medidas como o produto interno bruto, mostraram que ele agregaria uma soma considerável ao PIB. Nos Estados Unidos, foi estimado um aumento entre 20% e 50% do PIB caso esse tipo de trabalho fosse incluído nos cálculos, o que significa que o valor do trabalho não remunerado pode ser de trilhões de dólares por ano. Para outros países, o percentual do PIB pode ser ainda maior, como o Reino Unido, onde pode chegar a um aumento de 70%.

### A economia formal
Pesquisar sobre as causas e as consequências da segregação ocupacional, das disparidades salariais entre homens e mulheres e do chamado "teto de vidro" têm sido uma parte significativa da economia feminista. Enquanto as teorias econômicas neoclássicas convencionais das décadas de 1960 e 1970 explicavam esses fatores como o resultado de escolhas livres pessoais feitas por mulheres e homens, que simplesmente tinham habilidades ou preferências diferentes, economistas feministas apontam a importância dos estereótipos, do sexismo, das crenças e das instituições patriarcais, do assédio sexual e da discriminação. As justificativas e os efeitos das leis antidiscriminação adotadas em muitos países industrializados desde a década de 1970 também foram estudados nesse ângulo.
Durante as últimas décadas do século XX, as mulheres começaram a ocupar postos em profissões largamente povoadas por homens — especialmente em medicina e direito. mesmo ocupando postos de trabalhos idênticos, as disparidades salariais entre homens e mulheres permanecem e diminuem lentamente. Economistas feministas como Marilyn Power, Ellen Mutari e Deborah M. Figart investigaram a disparidade salarial de gênero e descobriram que os procedimentos de atribuição de salário não são impulsionados principalmente pelas forças do mercado, mas sim pelo poder dos atores, entendimentos culturais sobre o valor do trabalho, o que pensa-se ser uma vida adequada e as normas sociais de gênero.
Embora a discriminação explícita no emprego baseada no sexo continue a ser uma preocupação das economistas feministas, nos últimos anos tem sido dado mais atenção à discriminação de cuidadores, aquelas muitas mulheres e aqueles poucos homens, que cuidam de crianças, amigos ou parentes, idosos ou doentes. Muitas das políticas comerciais e governamentais foram elaboradas para ajustar-se ao "trabalhador ideal", isto é, o trabalhador do sexo masculino que não tinha responsabilidades de cuidado. Com isso, os trabalhadores cuidadores acabam tendo um tratamento ineficiente e desigual nessas políticas.

### Globalização
O trabalho das economistas feministas sobre a globalização é diverso e multifacetado. Contudo, grande parte dele está ligado a estudos detalhados e matizados sobre as formas como a globalização afeta as mulheres em particular e como esses efeitos se relacionam com resultados socialmente justos. Frequentemente, estudos de caso de países são usados para a coleta desses dados. Algumas economistas feministas se concentram em políticas que envolvem o desenvolvimento da globalização. Por exemplo, Lourdes Benería argumenta que o desenvolvimento econômico no Sul Global depende em grande parte da melhoria dos direitos reprodutivos, das leis de igualdade de gênero sobre propriedade e herança, e políticas sensíveis à grande proporção de mulheres na economia informal. Além disso, Nalia Kabeer discute os impactos de uma cláusula social que reforçaria os padrões globais de trabalho por meio de acordos comerciais internacionais, com base no trabalho de campo que desenvolveu Bangladesh.
Por outro lado, Suzanne Bergeron mostra exemplos de estudos que ilustram os efeitos multifacetados da globalização sobre as mulheres. As pesquisas de Kumudhini Rosa sobre trabalhadores do Sri Lanka, Malásia e Filipinas, e de trabalhadores em zonas de livre comércio são exemplos de resistência local à globalização. Em outros casos, economistas feministas trabalham para remover preconceitos de gênero das bases teóricas da própria globalização. Suzanne Bergeron também enfoca as teorias típicas da globalização como a "rápida integração do mundo em um espaço econômico" por meio do fluxo de bens, capital e dinheiro, a fim de mostrar como elas excluem algumas mulheres e os menos favorecidos.

## Entidades representativas
A economia feminista continua a ser mais amplamente reconhecida e reconhecida, como evidenciado pelas numerosas organizações dedicadas a ela ou amplamente influenciadas por seus princípios.

### Associação Internacional de Economia Feminista
Formada em 1992, a International Association for Feminist Economics (IAFFE), é independente da American Economic Association (AEA) e busca desafiar os preconceitos masculinos na economia neoclássica. Embora a maioria dos membros sejam economistas, está aberto "não apenas a economistas mulheres e homens, mas também a acadêmicos de outras áreas, bem como a ativistas que não são acadêmicos" e atualmente tem mais de 600 membros em 64 países. Embora seus membros fundadores estivessem principalmente nos Estados Unidos, a maioria dos membros atuais da IAFFE está sediada fora dos Estados Unidos. Em 1997, a IAFFE ganhou o status de Organização Não Governamental nas Nações Unidas.

### PeriódicoFeminist Economics
Feminist Economics, é um periódico editado por Diana Strassmann da Universitdade Rice e Günseli Berik da Universidade de Utah, que adota a política de avaliação por pares. Ele foi criado para fornecer um fórum aberto ao diálogo e ao debate sobre as perspectivas econômicas feministas. A revista endossa uma agenda normativa para promover políticas com potencial de melhorar a vida das pessoas, tanto de mulheres quanto de homens, no mundo. Em 1997, a revista recebeu o o prêmio de melhor nova publicação periódica pelo Council of Editors and Learned Journals (CELJ).
No ano de 2007, A Social Science Citation Index do ISI classificou o periódico Feminist Economics na 20ª posição de 175 entre os periódicos de economia e na 2ª posição entre os 27 periódicos dedicados aos estudos das mulheres.

### Em inglês
- (em inglês)-International Association for Feminist Economics (IAFFE)
- (em inglês)-Journal of Feminist Economics

Em Espanhol
- Publicação REPEN - Red de Educación Popular entre mujeres de Latinoamérica y el Caribe: Manual Pedagógico de Formación Económia Feminista, Social y Solydaria - http://www.repem.org/index.php/publicaciones/manuales-y-documentos/165-manual-pedagogico-de-formacion-economia-feminista-social-y-solidaria

### Em português
- Artigo de Andressa Inácio de Oliveira: Introdução à economia feminista - http://cirandas.net/fbes/artigos-e-reflexoes/introducao-a-economia-feminista-reflexoes-em-torno-de-uma-critica-a-economia-capitalista-e-patriarcal
- Artigo de Graciete Santos: Economia Solidária e Feminista: um encontro possível - http://www.fbes.org.br/biblioteca22/economia_feminista_um_encontro_poss%EDvel
- Artigo de Cristina Carrasco: Introdução: Para uma economia feminista - http://www.sof.org.br/textos/31
- Artigo de Miriam Nobre: Interação entre a economia feminista e a economia solidária nas experiências de grupos de mulheres - http://www.sof.org.br/textos/29
- Publicação do MDA - Ministério do Desenvolvimento Agrário: Estatísticas rurais e economia feminista: um olhar sobre o trabalho das mulheres - http://www.mda.gov.br/sitemda/sites/sitemda/files/anexos/Livro_Estatisticas_Rurais_e_a_Economia_Feminista_0.pdf
- Publicação do MTE - Ministério do Trabalho e Emprego: Construindo Identidades Sociais: Relação gênero e raça na política pública de qualificação social e profissional - http://portal.mte.gov.br/data/files/FF8080812BCB2790012BD4E7CBF70D92/relacao_genero_raca.pdf
- Publicação da SPM - Secretaria de Políticas para as Mulheres: Gênero e pobreza no Brasil - http://portal.mte.gov.br/data/files/FF8080812BAFFE3B012BCB0B9B4B1EBA/GEneroPobreza_Brasil04.pdf
- Publicação da SPM - Secretaria de Políticas para as Mulheres: Relatório Anual Socioeconômico da Mulher, 2014 - http://www.spm.gov.br/central-de-conteudos/publicacoes/publicacoes/2015/livro-raseam_completo.pdf
- Publicação da SOF - Sempre Viva Organização Feminista: Economia Feminista e Soberania Alimentar: Avanços e desafios - http://www.sof.org.br/artigos/economia-feminista-e-soberania-alimentar-avan%C3%A7os-e-desafios
- Publicação da SOF - Sempre Viva Organização Feminista: Trabalho, corpo e vida das mulheres: uma leitura feminista sobre as dinâmicas do capital nos territórios - http://www.sof.org.br/artigos/trabalho-corpo-e-vida-das-mulheres-uma-leitura-feminista-sobre-as-din%C3%A2micas-do-capital-nos-territ%C3%B3rios
- Publicação da SOF - Sempre Viva Organização Feminista: Cuidado, trabalho e autonomia das mulheres - http://www.sof.org.br/artigos/cuidado-trabalho-e-autonomia-das-mulheres